# Patinaj viteză pe pistă scurtă la Jocurile Olimpice de iarnă din 2022 – 500 m (masculin)
Proba de patinaj viteză pe pistă scurtă, 500 m masculin de la Jocurile Olimpice de iarnă din 2022 de la Beijing, China a avut loc pe 11 și 13 februarie 2022 la Capital Indoor Stadium.

## Program
Orele sunt orele Chinei (ora României + 6 ore).
| Dată         | Ora                                             | Rundă                                           |
| ------------ | ----------------------------------------------- | ----------------------------------------------- |
| 11 februarie | 19:18-19:42                                     | Calificări                                      |
| 13 februarie | 19:00-19:12 19:27-19:33 20:09-20:14 20:14-20:19 | Sferturi de finală Semifinale Finala B Finala A |

## Calificări
| Loc | Serie | Nume                 | Țară                       | Timp      | Note |
| --- | ----- | -------------------- | -------------------------- | --------- | ---- |
| 1   | 1     | Shaolin Sándor Liu   | Ungaria                    | 40,948    | C    |
| 2   | 1     | Sébastien Lepape     | Franța                     | 42,081    | C    |
| 3   | 1     | Kota Kikuchi         | Japonia                    | 42,176    |      |
| 9   | 1     | Lee June-seo         | Coreea de Sud              | 99        | PEN  |
| 1   | 2     | Ren Ziwei            | China                      | 40,669    | C    |
| 2   | 2     | Adil Galiakhmetov    | Kazahstan                  | 40,722    | C    |
| 3   | 2     | Brendan Corey        | Australia                  | 41,097    |      |
| 4   | 2     | Maxime Laoun         | Canada                     | Fără timp |      |
| 1   | 3     | Steven Dubois        | Canada                     | 40,399    | C    |
| 2   | 3     | Pavel Sitnikov       | COR                        | 40,591    | C    |
| 3   | 3     | Andrea Cassinelli    | Italia                     | 42.791    |      |
| 4   | 3     | Oleh Handei          | Ucraina                    | 44,163    |      |
| 1   | 4     | Denis Nikisha        | Kazahstan                  | 40,482    | C    |
| 2   | 4     | Jordan Pierre-Gilles | Canada                     | 40,488    | C    |
| 3   | 4     | Stijn Desmet         | Belgia                     | 40,585    | c    |
| 4   | 4     | Katsunori Koike      | Japonia                    | 41,199    |      |
| 1   | 5     | Konstantin Ivliev    | COR                        | 40,272    | C    |
| 2   | 5     | John-Henry Krueger   | Ungaria                    | 40,407    | C    |
| 3   | 5     | Roberts Krūzbergs    | Letonia                    | 40,430    | q    |
| 4   | 5     | Quentin Fercoq       | Franța                     | 40,548    |      |
| 1   | 6     | Abzal Azhgaliyev     | Kazahstan                  | 40,870    | C    |
| 2   | 6     | Hwang Dae-heon       | Coreea de Sud              | 40,971    | C    |
| 3   | 6     | Ryan Pivirotto       | Statele Unite ale Americii | 41,018    | c    |
| 4   | 6     | Itzhak de Laat       | Olanda                     | Fără timp |      |
| 1   | 7     | Shaoang Liu          | Ungaria                    | 40,797    | C    |
| 2   | 7     | Vladislav Bykanov    | Israel                     | 40,900    | C    |
| 3   | 7     | Sun Long             | China                      | 42,871    | ADV  |
| 9   | 7     | Jens van 't Wout     | Olanda                     | 99        | PEN  |
| 1   | 8     | Wu Dajing            | China                      | 40,230    | C    |
| 2   | 8     | Pietro Sighel        | Italia                     | 40,350    | C    |
| 3   | 8     | Sidney Chu           | Hong Kong                  | 44,857    |      |
| 4   | 8     | Dylan Hoogerwerf     | Olanda                     | Fără timp |      |

## Runda eliminatorie

### Sferturi de finală
| Loc | Serie | Nume                 | Țară                       | Timp      | Notes |
| --- | ----- | -------------------- | -------------------------- | --------- | ----- |
| 1   | 1     | Denis Nikisha        | Kazahstan                  | 40,355    | C     |
| 2   | 1     | Pavel Sitnikov       | COR                        | 40,643    | C     |
| 3   | 1     | Ren Ziwei            | China                      | 40,714    |       |
| 4   | 1     | Sun Long             | China                      | 40,779    |       |
| 5   | 1     | Adil Galiakhmetov    | Kazahstan                  | 40,925    |       |
| 1   | 2     | Wu Dajing            | China                      | 40,528    | C     |
| 2   | 2     | Pietro Sighel        | Italia                     | 40,644    | C     |
| 3   | 2     | Roberts Krūzbergs    | Letonia                    | 40,694    | c     |
| 4   | 2     | Shaolin Sándor Liu   | Ungaria                    | 40,700    |       |
| 5   | 2     | Sébastien Lepape     | Franța                     | 46,814    |       |
| 1   | 3     | Konstantin Ivliev    | COR                        | 40,351    | C     |
| 2   | 3     | Hwang Dae-heon       | Coreea de Sud              | 40,636    | C     |
| 3   | 3     | Abzal Azhgaliyev     | Kazahstan                  | 40,643    | c     |
| 4   | 3     | Stijn Desmet         | Belgia                     | 40,718    |       |
| 5   | 3     | John-Henry Krueger   | Ungaria                    | 40,844    |       |
| 1   | 4     | Shaoang Liu          | Ungaria                    | 40,386    | C     |
| 2   | 4     | Steven Dubois        | Canada                     | 40,494    | C     |
| 3   | 4     | Vladislav Bykanov    | Israel                     | 41,157    |       |
| 4   | 4     | Ryan Pivirotto       | Statele Unite ale Americii | 41,841    |       |
| 5   | 4     | Jordan Pierre-Gilles | Canada                     | Fără timp |       |

### Semifinale
| Loc | Serie | Nume              | Țară          | Timp   | Note |
| --- | ----- | ----------------- | ------------- | ------ | ---- |
| 1   | 1     | Konstantin Ivliev | COR           | 40.655 | CFA  |
| 2   | 1     | Pietro Sighel     | Italia        | 40.847 | CFA  |
| 3   | 1     | Pavel Sitnikov    | COR           | 40.848 | CFB  |
| 4   | 1     | Denis Nikisha     | Kazahstan     | 41.005 | CFB  |
| 5   | 1     | Roberts Krūzbergs | Letonia       | 41.870 |      |
| 1   | 2     | Shaoang Liu       | Ungaria       | 40.157 | CFA  |
| 2   | 2     | Abzal Azhgaliyev  | Kazahstan     | 40.462 | CFA  |
| 3   | 2     | Wu Dajing         | China         | 40.478 | CFB  |
| 4   | 2     | Steven Dubois     | Canada        | 40.825 | CAA  |
| 9   | 2     | Hwang Dae-heon    | Coreea de Sud | 99     | PEN  |

### Finala B
| Loc | Nume              | Țară      | Timp   | Note |
| --- | ----------------- | --------- | ------ | ---- |
| 6   | Wu Dajing         | China     | 41,157 |      |
| 7   | Pavel Sitnikov    | COR       | 41,217 |      |
| 8   | Denis Nikisha     | Kazahstan | 41,329 |      |
| 9   | Roberts Krūzbergs | Letonia   | 41,465 |      |

### Finala A
| Loc | Nume              | Țară      | Timp      | Note |
| --- | ----------------- | --------- | --------- | ---- |
| 1   | Shaoang Liu       | Ungaria   | 40,338    |      |
| 2   | Konstantin Ivliev | COR       | 40,431    |      |
| 3   | Steven Dubois     | Canada    | 40,669    |      |
| 4   | Abzal Azhgaliyev  | Kazahstan | 40,869    |      |
| 5   | Pietro Sighel     | Italia    | Fără timp |      |